# Oriska
La ville d’Oriska est située dans le comté de Barnes, dans l’État du Dakota du Nord, aux États-Unis. Sa population s’élevait à 118 habitants lors du recensement de 2010, estimée à 116 habitants en 2018.

## Histoire
La ville d’Oriska est fondée 1872 sous le nom de Carlton, mais est renommée en 1879 afin d’éviter toute confusion avec la ville de Casselton.

## Démographie
| Groupe            | Oriska | Dakota du Nord | États-Unis |
| ----------------- | ------ | -------------- | ---------- |
| Blancs            | 94,9   | 90,0           | 72,4       |
| Autres            | 4,2    | 8,2            | 24,7       |
| Métis             | 0,9    | 1,8            | 2,9        |
| Total             | 100    | 100            | 100        |
|                   |        |                |            |
| Latino-Américains | 4,2    | 2,0            | 16,7       |

Selon l’American Community Survey, pour la période 2011-2015, 100 % de la population âgée de plus de 5 ans déclare parler l’anglais à la maison.
| 1920 | 1930 | 1940 | 1950 | 1960 | 1970 |
| ---- | ---- | ---- | ---- | ---- | ---- |
| 300  | 183  | 217  | 135  | 148  | 128  |

| 1980 | 1990 | 2000 | 2010 | - | - |
| ---- | ---- | ---- | ---- | - | - |
| 125  | 103  | 128  | 118  | - | - |

## Source
- (en) Cet article est partiellement ou en totalité issu de l’article de Wikipédia en anglais intitulé « Oriska, North Dakota » (voir la liste des auteurs).